# Kārlis Lobe
Kārlis Lobe (ur. 26 marca 1895, zm. 9 lipca 1985) – łotewski faszysta.
Dowódca łotewskiej jednostki Waffen-SS, odpowiedzialny za wymordowanie dziesiątek tysięcy Żydów.
Lobe zorganizował bataliony policji łotewskiej w Rydze, następnie służył jako szef policji w Windawie. Oskarżany m.in. o udział w zamordowaniu Żydów windawskich – nigdy jednak nie został postawiony przed sądem. Po II wojnie światowej Lobe zbiegł do Szwecji, gdzie pomimo starań Szymona Wiesenthala nie został postawiony w stan oskarżenia.